# Terminalia brachystemma
Terminalia brachystemma là một loài thực vật có hoa trong họ Trâm bầu. Loài này được Welw. ex Hiern miêu tả khoa học đầu tiên năm 1898.